# Alice Bensheimer
Alice Bensheimer, née le 6 mai 1864 à Bingen et morte le 20 mars 1935 à Mannheim, est une  activiste des droits des femmes allemande, longtemps secrétaire de la Fédération des associations féminines allemandes (BDF).

## Biographie
Elise Rosa (dite Alice) Coblenz est née à Bingen dans une famille juive prospère et bien établie. Sa mère, Emilie, est décédée alors qu'elle était encore petite. Simon Zacharias Coblenz (1835-1910), son père, était un vigneron, un négociant et un membre éminent de la communauté locale. Les fêtes religieuses et les préceptes juifs devaient être respectés. En 1885, elle épouse l'éditeur de Mannheim Julius Bensheimer (de), qui était son aîné de quatorze ans,,.
Elle se tourne vers le travail social, avec un accent particulier mis sur le féminisme et la lutte contre la pauvreté. Au début, elle est principalement active à Mannheim, puis elle s'implique de plus en plus au sein de la Fédération des associations féminines allemandes (BDF) au niveau national. Elle devient membre du Parti populaire progressiste et, à la suite des changements politiques de 1918 qui suivent la Grande Guerre, du Parti démocrate allemand.
Après la prise de pouvoir d'Hitler en 1933, les activités commerciales de son défunt mari (mort en 1917) sont aryanisées, puis, quelques années plus tard, sont reprises par l'éditeur Weidmannsche Buchhandlung (en).
Alice Bensheimer meurt en 1935.

## Activités militantes

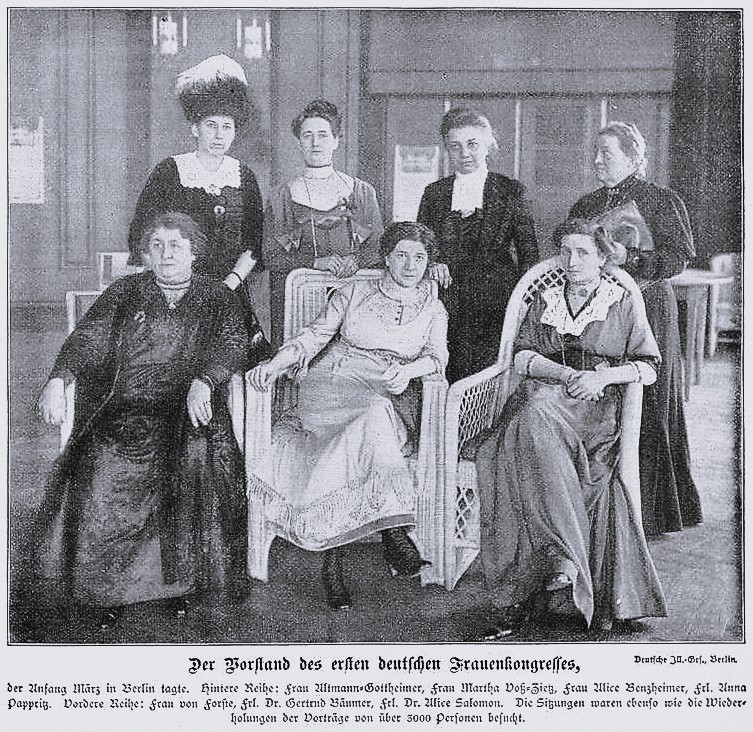
Bureau exécutif du congrès de 1912 de la BDF à Berlin. Debout, depuis la gauche : Elisabeth Altmann-Gottheiner, Martha Voss-Zietz, Alice Bensheimer et Anna Pappritz. Assises, depuis la gauche : Helene von Forster, Gertrud Bäumer et Alice Salomon.

En 1896, Alice Bensheimer créé l'organisation de femmes Caritas, afin de venir en aide aux communautés juives locales, en fournissant un soutien aux veuves et aux orphelins et en créant des services éducatifs qui n'existaient pas pour eux. Caritas est administrée et organisée comme une organisation partenaire d'August-Lamey-Loge, une institution caritative fondée par son mari à peu près à la même époque. En 1897, Alice Bensheimer fait partie des membres fondateurs de la Vereinsabteilung des Vereins Frauenbildung - Frauenstudium de Mannheim, consacrée à l'éducation des filles, et créée cette année-là par son amie et collègue militante féministe Julie Bassermann. La structure nationale de l'association est particulièrement active dans le sud de l'Allemagne à cette époque, soutenant l'ouverture de nouvelles écoles secondaires et établissements universitaires pour les filles.
Les intérêts sociaux et politiques d'Alice Bensheimer s'élargissent en 1899, lorsqu'elle devient membre du bureau municipal de la Commission de la pauvreté et de la jeunesse, s'impliquant contre la pauvreté. En 1904 ou en 1905, elle passe du terrain municipal à la scène nationale : elle est nommée secrétaire du bureau exécutif de la BDF,. Elle occupe cette fonction jusqu'en 1931, tout en travaillant comme rédactrice pour le bulletin de la BDF.
Malgré ses activités à la BDF, elle continue de s'investir dans la lutte contre la pauvreté à Mannheim, à travers diverses organisations et initiatives locales liées au bien-être, et en tant que membre de l'Association des femmes de Baden (de). Pendant la Première Guerre mondiale, elle prend la direction du Zentrale für Kriegsfürsorge de la ville. Après le conflit et les évènements révolutionnaires qui ont suivi, elle fonde en 1922 puis dirige jusqu'en 1933, la Mannheimer Notgesellschaft, un rassemblement d'associations engagées pour le bien-être public et le soulagement de la pauvreté dans une ville où, après la guerre, les veuves et les orphelins sans soutien étaient monnaie courante. Elle apporte également son aide à divers autres projets locaux : en 1916, elle participe avec le Verein Frauenbildung - Frauenstudium de Mannheim à la fondation de la Soziale Frauenschule (une école sociale pour femmes), également connue aussi sous le nom de Wohlfahrtsschule, l'une des premières institutions du genre en Allemagne. Elisabeth Altmann-Gottheiner, elle-même enseignante à la Handelshochschule de l'université de Mannheim, est nommée présidente exécutive du conseil d'administration de la nouvelle école, tandis que Marie Bernays la dirige,.
Féministe et femme de réseau, Alice Bensheimer se réjouit de travailler avec les agences gouvernementales par le biais de la Association des femmes de Baden (de) ou encore avec des militantes sociales-démocrates, à une époque où les femmes de l'establishment de Mannheim considéraient pourtant Clara Zetkin et les féministes du SPD comme étrangères aux courants politiques traditionnels de la ville. Alice Bensheimer était convaincue que les intérêts communs des femmes dépassaient le cadre strict des partis ; elle appelait en ce sens à une plus grande implication des femmes sur les sujets sociaux et de scolarité. C'est dans ce contexte qu'elle fut l'une des premières Allemandes à défendre le droit de vote des femmes.